# Aquiris Game Studio
Epic Games Brasil anterioriormente conhecida como Aquiris Game Studio, é uma desenvolvedora brasileira, situada em Porto Alegre, Rio Grande do Sul e tem como seu maior sucesso a franquia de jogos Horizon Chase. Em 2023 o estúdio foi adquirido pela Epic Games e passou a se chamar de Epic Games Brasil.
A Aquiris Game Studio foi fundada em 2007 por três amigos, Amilton Diesel, Mauricio Longoni e Israel Mendes. Eles se conheceram na faculdade e compartilhavam a paixão por jogos. Decidiram, então, montar um estúdio de jogos para desenvolver seus próprios projetos. Atualmente, a Aquiris tem sede em Porto Alegre, no Rio Grande do Sul, e conta com mais de 150 funcionários
No início, a Aquiris trabalhava com realidade virtual e advergames. Em 2011, eles lançaram seu primeiro jogo para dispositivos móveis, o Horizon Chase. O jogo foi um sucesso inesperado, conquistando milhões de fãs em todo o mundo.
Em 2017, a Aquiris uma versão remasterizada do sucesso original, batizada de "Horizon Chase Turbo". O jogo foi um sucesso ainda maior, recebendo críticas positivas da imprensa especializada e sendo indicado a diversos prêmios, inclusive sendo o jogo sul-americano com maior nota no Metacritic. O sucesso da franquia é tão enorme que possui várias expansões, como a "Ayrton Senna Forever" e até mesmo uma sequência, batizada de "Horizon Chase 2"
Em 2020, a Aquiris lançou o Wonderbox: The Adventure Maker, um jogo de criação de aventuras. O jogo foi elogiado por sua criatividade e inovação, sendo considerado um dos melhores jogos independentes do ano.
Em 2022, após uma série de investimentos, a Aquiris foi adquirida pela Epic Games, com o objetivo de se tornar o primeiro estúdio da Epic na América do Sul. Essa aquisição fortaleceu a posição da Aquiris como um dos principais estúdios de jogos independentes do mundo.

## Lista de Jogos

### The Dark Temptation Game Saga
Considerado uma lost media, The Dark Temptation Game Saga é um dos advergames lançados pela Aquiris. Lançado em abril de 2008, o jogo é uma propaganda para a Axe. Desenvolvido em Unity exclusivamente para navegadores promove o desodorante com aroma de chocolate Dark Temptation. Apesar de que a promoção tenha se encerrado em agosto de 2008, o jogo ficou disponível até 2010, onde se encontra perdido até os dias atuais, restando apenas screenshots e gameplays do mesmo.

### O Segredo dos Vales Mágicos
Lançado em 2012 para navegadores, "O Segredo dos Vales Mágicos" foi um advergame para a Del Valle, mais especificamente o suco Kapo. O jogo também é uma lost media, ou seja, se encontra perdido.

### Horizon Chase
Lançado em 2015, Horizon Chase é a franquia de maior sucesso da empresa, sendo o jogo mais popular e de melhor nota da mesma, além de multiplataforma. Baseado no clássico Top Gear, o jogo de corrida arcade possui vários modos inspirados no título, além de expansões como a Ayrton Senna Forever, homenagem ao piloto brasileiro ou o modo World Tour, onde o jogador corre em mapas espalhados ao redor do mundo. Além disso, o jogo possui sua versão remasterizada Horizon Chase Turbo e também a sua sequência, Horizon Chase 2, que segue os passos do original.

### Looney Tunes: World of Mayhem
Lançado em 2018, Looney Tunes: World of Mayhem é um jogo jogador contra jogador gratuito, onde os jogadores podem se divertir junto com mais de 70 personagens icônicos de Looney Tunes; de Pernalonga a Duck Dodgers, de Wile E. Coyote a Witch Hazel.

### The Adventure Maker: Wonderbox
Lançado em abril de 2021 e exclusivo da Apple Arcade, Wonderbox é um jogo baseado em exploração. Criar e explorar é a essência do Wonderbox, um jogo de ação e aventura ambientado em lindos dioramas.